# Kto-nibud' videl moju devčonku?
Kto-nibud' videl moju devčonku? (lett. "Qualcuno ha visto la mia ragazza?") è un film del 2021 diretto da Angelina Nikonova.

## Trama
Sergej e Kira, considerati la coppia più bella di San Pietroburgo, divorziano all'improvviso. Kira si trasferisce in un'altra città e Sergej muore. Molti anni dopo, Kira si rende conto che non sarà mai più felice.